# نيكولاس بالاسيوس
نيكولاس بالاسيوس (بالإسبانية: Nicolás Palacios) هو طبيب تشيلي، ولد في 9 سبتمبر 1858 في Santa Cruz, Chile ‏ في تشيلي، وتوفي في 11 يونيو 1911.